# Hoór Károly
Hoor Károly, Karl Hoor (Pest, 1858. július 16. – Budapest, 1927. december 15.) orvosdoktor, szemész és egyetemi tanár.

## Élete
Hoor Vencel császári és királyi vezértörzsorvosnak, a katona-orvosi tisztikar főnökének fia. Középiskoláit nagyrészt Budapesten, részben pedig Sopronban és Marburgban végezte; érettségi vizsgálatot 1878-ban a budapesti II. kerületi katolikus főgimnáziumban tett. Az orvosi tanfolyamot a Budapesti Tudományegyetemen hallgatta és ugyanott 1884-ben orvosdoktori oklevelet nyert. Ekkor a közös hadseregben főorvos lett és a bécsi helyőrségi kórházhoz osztották be, ahol a szemészeti osztályban mint másodorvos, majd mint helyettes főorvos működött és egyszersmind a Bécsi Egyetemen szemészeti előadásokat hallgatott. 1885-től 1887. szeptember 1-ig szabadságolták és ezen időt Fuchs bécsi egyetemi szemésztanár klinikáján töltötte. 1886-ban soron kívül ezredorvossá léptették elő. 1887. szeptember 1-jén a budapesti helyőrségi kórházhoz helyeztetett át, a ahol a szemészeti osztály főorvosa lett, melynek élén 1894. szeptember 1-ig állott. 1890-ben a budapesti egyetemen a szem fénytörési és alkalmazkodási rendellenességek tanának magántanára lett. 1894. augusztus 21-én a kolozsvári egyetemhez a szemészet nyilvános rendes tanárának neveztetett ki. 1908 és 1927 között a budapesti a II. számú szemklinika igazgatója volt. 1901–02-ben külföldre ment. Egyiptomban a trachomát tanulmányozta, az ellene való küzdelem terén kifejtett munkássága számottevő. Szemvizsgálatokkal kapcsolatos kutatásokat is végzett.

## Munkái
- Ein Fall von Aderhautruptur. Wien, 1886. (Különnyomat a Wiener med. Wochenschriftből.)
- Zur quantitativen Farbensinnprüfung des Dr. Louis Wolfberg... Wien, 1887. (Különnyomat ugyanabból.)
- Prüfung auf Farbenblindheit bei der k. u. k. Armee und Kriegsmarine. Wien, 1887. (Különnyomat ugyanannak Militärarzt c. melléklapjából.)
- Zur Behandlunq der acuten Ophthalmoblennorrhöe. Wien, 1888. (Különnyomat ugyanabból.)
- Objective Methoden zur Refractionsbestimmung der Augen... Wien. 1888. (Különnyomat ugyanabból.)
- Traumatische Netzhautabhebung mit Drucksteigerung. Wien, 1888. (Különnyomat ugyanabból.)
- Neue stereoscopische Tafeln zur Constatirung simulirter Amblyopien... Wien, 1889. (Különnyomat ugyanabból.)
- Trichiasis műtétek. Budapest. 1889. (Különnyomat az Orvosi Hetilapból.)
- Adatok a keratitis dentritica casuistikájához és gyógykezeléséhez. Budapest, 1889. (Különnyomat ugyanabból.)
- Jelentés az 1890. decz. a krisztinavárosi elemi iskolákat látogató gyermekeknél végzett szemvizsgálat eredményéről. Budapest. 1891.
- Zur Frage der Schulkurzsichtigkeit. Wien, 1891. (Különnyomat a Wiener med. Wochenschriftből.)
- Az amblyopiáknak és amaurosisoknak strychninnel való kezelése. Budapest, 1891. (Különnyomat a Gyógyászatból.)
- Keratitis marginalis. Budapest, 1891. (Különnyomat ugyanabból.)
- Zur Aetiologie des acquirirten Nystagmus. Wien, 1891. (Különnyomat a W. med. W.-ből.)
- A skiaskopia (Árnyékpróba.) Budapest, 1891.
- Gemeinfassliche Darstellung der Refractionsanomalien... Wien, 1831. (Koszorúzott pályamunka.)
- A szem fénytörési és alkalmazkodási rendellenességei. Budapest, 1892. (37 ábrával.)
- A szemvizsgálás módjai. Budapest, 1892. (33 ábrával.)
- Szemészeti műtéttan. Budapest, 1892. (82 eredeti ábrával.)
- A heveny ophtlalmoblennorrhoea rationalis kezelése. Budapest, 1892. (Különnyomat a Gyógyászatból.)
- Keriatitis punctata superficialis. Wien, 1893. (Különnyomat a W. med. W.-ból.)
- Adatok a pterygium keletkezési módjához. szöveti szerkezetéhez és alaktanához. Budapest, 1893. (Különnyomat a Szemészetből.)
- Prophylaxe und Beseitigung des Trachoms in der k. u. k. Armee. Wien, 1893.
- Megjegyzések a látótér megvizsgálásához. Budapest, 1893. (Különnyomat a Szemészetből.)
- Glaukoma és amotis retinae. Budapest, 1893. (Különnyomat a Szemészetből.)
- Erfahrungen über das Trachom und dessen Behandlung. Wien, 1893. (Különnyomat a W. med. W.-ből.)
- Zur Frage der Aethiologie des Trachoms und der chronischen Bindehautblennorrhoe. München, 1895. (Különnyomat a München. klin. Monatsblätter für Augenheilkundeból.)
- Kisérletek a szemészeti gyakorlatba bevezetett és használatra ajánlott néhány anaesthesiás szerrel. Budapest, 1895. (Különnyomat a Magyar orvosi Archivum IV. évfolyamból.)
- Weitere Beiträge zur sogen. Arbeit- oder Schulmyopie. Wien, 1895. (Különnyomat a W. med. W.-ból.)
- A chronikus ophthalmoblennorrhoeának viszonya a trachomához. Kolozsvár, 1895. (Különnyomat az Erdélyi Múzeum-Egyesület Értesítőjéből. Ugyanaz németül: u. annak Revue-jéből.)
- A szemészet tankönyve. Budapest, 1912. Online

Cikkeiből fölemllítendők a Szemészetben (1892. Válasz a 3. sz. birálatra); a bécsi Militärarztban (1893. Des procédés modernes reconnaitre la simulation de la cecité ou de la faiblaisse visuelle); a Wiener med. Wochenschriftben (1893. Festschrift zur Feier des siebzigsten Geburtstages von Hermann von Helmholtz); a Magyar Orvosi Archivumban (1894. Mikrometer Ophthalmoskop. Dr. Szilágyi Ete Kolozsvárt, 1895. Ungarische Beiträge zur Augenheilkunde von Prof. Wilhelm Schulek.)